# Ximena Sariñana
Ximena Sariñana Rivera (Guadalajara, 29 ottobre 1985) è una cantante messicana.Vincitrice nella categoria "Revelation Artist" agli MTV Awards, è stata nominata ai Grammy Awards e ai Latin Grammy Awards per il suo album Mediocre.

## Biografia
È la figlia del regista messicano Fernando Sariñana, di origini galiziane e Carolina Rivera, di origine sefardita.
Ha partecipato alle telenovelas Luz Clarita, María Isabel e Gotita de amor; e nei film Hasta morir, Todo el poder, El segundo aire, Amor extremo, Amarte duele e Niñas mal.
Nel 2006 è entrato a far parte della band Feliz No Cumpleaños, con cui ha registrato l'EP La familia feliz

Nel 2007 ha viaggiato a Buenos Aires e Uruguay per registrare il suo primo album da solista, con l'aiuto dei produttori Tweety González e Juan Campodónico. L'album di debutto si chiamava Mediocre ed è stato pubblicato a febbraio 2008 insieme al singolo Vidas paralelas. Ad aprile, ha vinto il disco di platino in Messico, per la vendita di 100.000 dischi.
Nel 2009 ha partecipato al film Enemigos íntimos e alle colonne sonore di Paradas Continuas e The Twilight Saga: New Moon (Frente al Mar).
Ha studiato musica in Messico alla Academia de Música Fermatta e al Five Week Program del Berklee College of Music negli Stati Uniti.
Da settembre 2010 ad aprile 2011 è stato il supporto per i concerti della cantante americana Sara Bareilles, nel Kaleidoscope Heart Tour.
Nel 2011 ha girato gli Stati Uniti e l'America Latina presentando il suo album omonimo. Il 19 settembre 2011 ha ottenuto una sessione live per la rivista Rolling Stone.
Ha partecipato a concerti come Coachella, Lollapalooza e LAMC a New York.
Nel 2012 ha iniziato un tour in Messico per presentare il suo album omonimo in inglese, insieme alla cilena Francisca Valenzuela che ha presentato il suo nuovo album Buen soldado.
Ha partecipato all'album Papitwo cantando la canzone Aire soy con Miguel Bosé.
Nel novembre 2019 durante un concerto di LP in Messico Ximeña sale sul palco unendosi a LP in una nuova versione del brano Girls Go Wild pubblicato in versione studio il 24 aprile 2020

## Discografia
- 2008: Mediocre
- 2011: Ximena Sariñana
- 2014: No todo lo puedes dar
- 2019: ¿Dónde bailarán las niñas?
- 2021: Amor adolescente

## Tour
- Mediocre Tour (2008–2011)
- Ximena Sariñana Tour (2011–2014)
- No Voy A Decir Que No Tour (2014–2018)
- ¿Dónde bailarán las niñas? Tour (2019)

## Film
| Anno | Film                       | Personaggio       | Note                                   |
| ---- | -------------------------- | ----------------- | -------------------------------------- |
| 2008 | Enemigos íntimos           | Mariana           |                                        |
| 2008 | Coraline e la porta magica | Coraline Jones    | Doppiaggio vocale per l'America Latina |
| 2007 | El brassier de Emma        | Cecilia           |                                        |
| 2007 | Dos abrazos                | Laura             |                                        |
| 2007 | Año uña                    | Voces adicionales |                                        |
| 2007 | Niñas mal                  | Valentina         |                                        |
| 2006 | Amor xtremo                | Marianne          |                                        |
| 2005 | De paso                    | Marianne          | Cortometraggio                         |
| 2002 | Amar te duele              | Mariana           |                                        |
| 2001 | El segundo aire            | Ximena            |                                        |
| 2000 | Todo el poder              | Valentina         |                                        |
| 1994 | Hasta morir                | Melissa           |                                        |

## Televisione
| Anno      | programma                  | Personaggio                | Note         |
| --------- | -------------------------- | -------------------------- | ------------ |
| 2014-2015 | México tiene talento       | Giudice                    | Reality show |
| 2012      | La voz (Méssico)           | Consigliere di Miguel Bosé | Reality show |
| 2006      | Nuestras mejores canciones | Tomasina Tres Palacios     | Telenovela   |
| 2003      | El diván de Valentina      | Jesica                     | Telenovela   |
| 1998      | Gotita de amor             | Enriqueta                  | Telenovela   |
| 1997      | María Isabel               | Valentina                  | Telenovela   |
| 1996      | Luz Clarita                | Mariela                    | Telenovela   |

## Premi e nomination
| Anno | Album                      | Premi                   | Categoria                                         | Risultato |
| ---- | -------------------------- | ----------------------- | ------------------------------------------------- | --------- |
| 2008 | Mediocre                   | Latin Grammy Awards     | Miglior nuovo artista                             | Nominato  |
| 2008 | Normal                     | Latin Grammy Awards     | Migliore canzone alternativa                      | Nominato  |
| 2008 | Mediocre                   | Latin Grammy Awards     | Produttore dell'anno                              | Nominato  |
| 2008 | Mediocre                   | MTV Awards              | Artista rivelazione                               | Vincitore |
| 2008 | Mediocre                   | MTV Awards              | Miglior solista                                   | Nominato  |
| 2008 | Mediocre                   | MTV Awards              | Miglior artista pop                               | Nominato  |
| 2008 | Mediocre                   | MTV Awards              | Miglior artista nord                              | Nominato  |
| 2008 | Mediocre                   | Lunas del Auditorio     | Artista rivelazione                               | Vincitore |
| 2008 | Mediocre                   | LOS40 Music Awards      | Miglior artista messicana                         | Nominato  |
| 2009 | Mediocre                   | MTV Awards              | Artista dell'anno                                 | Nominato  |
| 2009 | Mediocre                   | MTV Awards              | Miglior solista                                   | Nominato  |
| 2009 | Mediocre                   | MTV Awards              | Miglior artista nord                              | Nominato  |
| 2009 | Mediocre                   | Grammy Award            | Miglior album di musica latina / alternativa rock | Nominato  |
| 2009 | Mediocre                   | LOS40 Music Awards      | Miglior artista messicana                         | Nominato  |
| 2011 | Ximena Sariñana            | LOS40 Music Awards      | Miglior artista messicana                         | Nominato  |
| 2012 | Ximena Sariñana            | MTV Europe Music Awards | Miglior artista America Latina settentrionale     | Nominato  |
| 2019 | ¿Dónde bailarán las niñas? | MTV Millennial Awards   | Miglior artista messicana                         | Nominato  |
| 2019 | ¿Dónde bailarán las niñas? | MTV Millennial Awards   | Video dell'anno                                   | Nominato  |